# Kollam (Distrikt)
Der Distrikt Kollam (Malayalam: കൊല്ലം ജില്ല; früher: Quilon) ist ein Distrikt im südindischen Bundesstaat Kerala. Verwaltungssitz ist die namensgebende Stadt Kollam. Der Distrikt Kollam hat eine Fläche von 2.483 Quadratkilometern und rund 2,6 Millionen Einwohner (Volkszählung 2011).

## Geografie

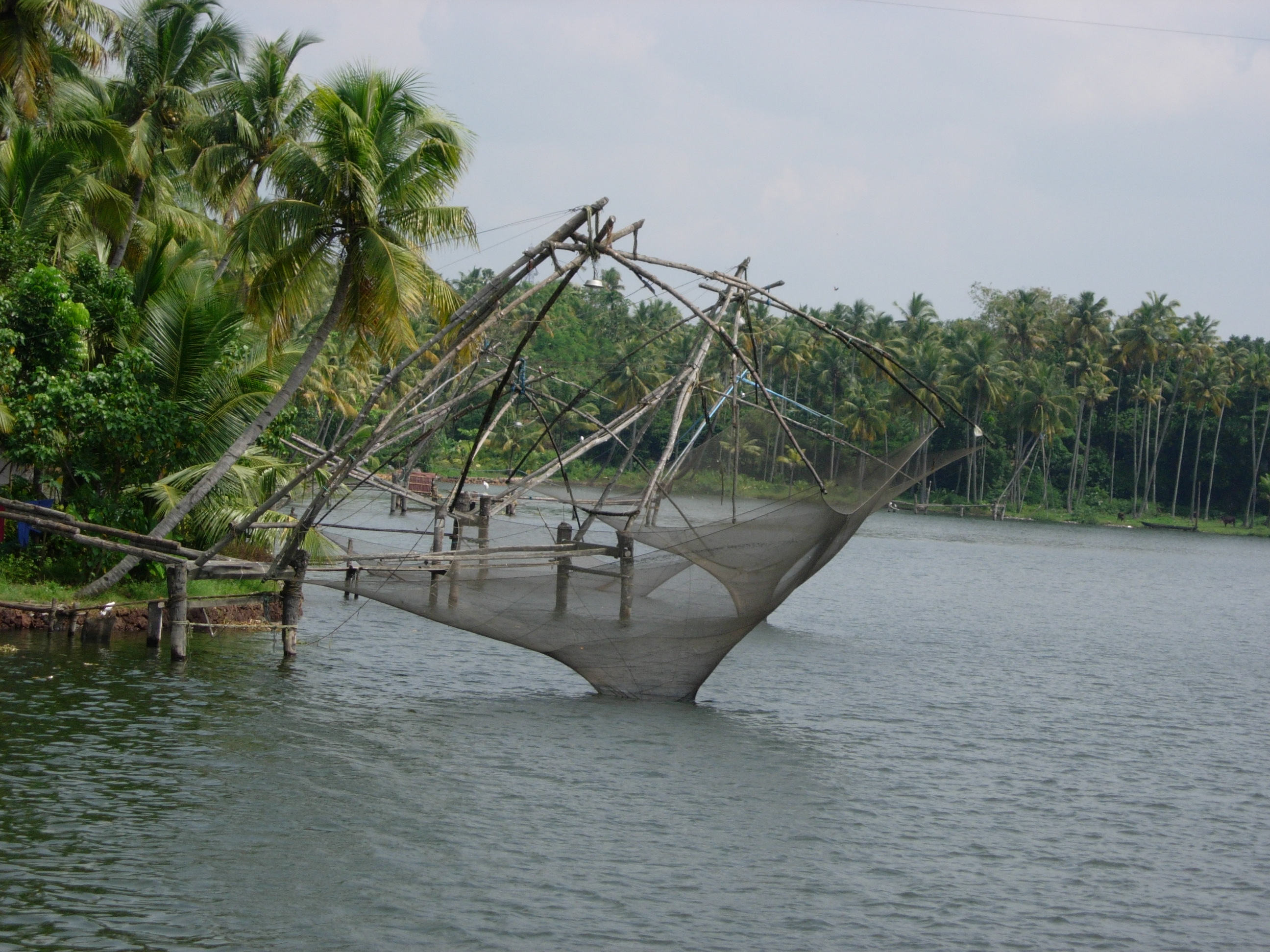
Backwaters bei Kollam

Der Distrikt Kollam liegt im Süden Keralas. Er grenzt im Süden an den Distrikt Thiruvananthapuram, im Osten an den Nachbarbundesstaat Tamil Nadu (Distrikt Tirunelveli) und im Norden an die Distrikte Pathanamthitta und Alappuzha. Im Westen liegt die Küste des Arabischen Meeres.
Der Distrikt Kollam hat eine Fläche von 2.483 Quadratkilometern. Das Distriktgebiet reicht von der Meeresküste bis zu den Bergen der Westghats, die im Osten die natürliche Grenze zum Nachbarbundesstaat Tamil Nadu bilden. Im Hinterland der Küste befinden sich die Backwaters, ein ausgedehntes Wasserstraßennetz aus Kanälen, Flüssen und Lagunen. Zu diesem Gewässersystem gehören der ausgedehnte Ashtamudi-See nördlich der Distrikthauptstadt Kollam sowie der Paravur-See bei Paravur im Süden des Distrikts. Das Distriktgebiet wird von den Flüssen Kallada und Ithikara durchflossen.
Im Distrikt Kollam herrscht ein feucht-tropisches Monsunklima vor. Die Jahresmitteltemperatur in Kollam beträgt 27,0 °C, das Jahresmittel des Niederschlages liegt bei 2468 mm. Die meisten Niederschläge fallen während des Südwestmonsuns zwischen Juni und September.

## Geschichte
Die Distriktshauptstadt Kollam ist eine historische Hafenstadt, in der schon im Altertum und Mittelalter Handelsschiffe aus Rom und China anliefen. Während der britischen Kolonialzeit gehörte das Gebiet des heutigen Distrikts zum Fürstenstaat Travancore. Dieser vereinigte sich nach der indischen Unabhängigkeit mit Cochin zur Föderation Travancore-Cochin und vollzog 1949 den Anschluss an die Indische Union. 1956 wurde der Distrikt Kollam zu einem der Distrikte des durch die Zusammenlegung von Travancore-Cochin und des Distrikts Malabar des Bundesstaates Madras neugegründeten Bundesstaates Kerala. Ein Jahr später wurde der Distrikt Alappuzha aus dem Distrikt Kollam abgespalten. 1982 wiederum entstand der Distrikt Pathanamthitta aus Teilen der Distrikte Kollam, Alappuzha und Idukki. Ab dem Februar 1990 wurde für Stadt und Distrikt anstelle der bisher gebrauchten anglisierten Namensform Quilon die Malayalam-Bezeichnung Kollam verwendet.

## Bevölkerung

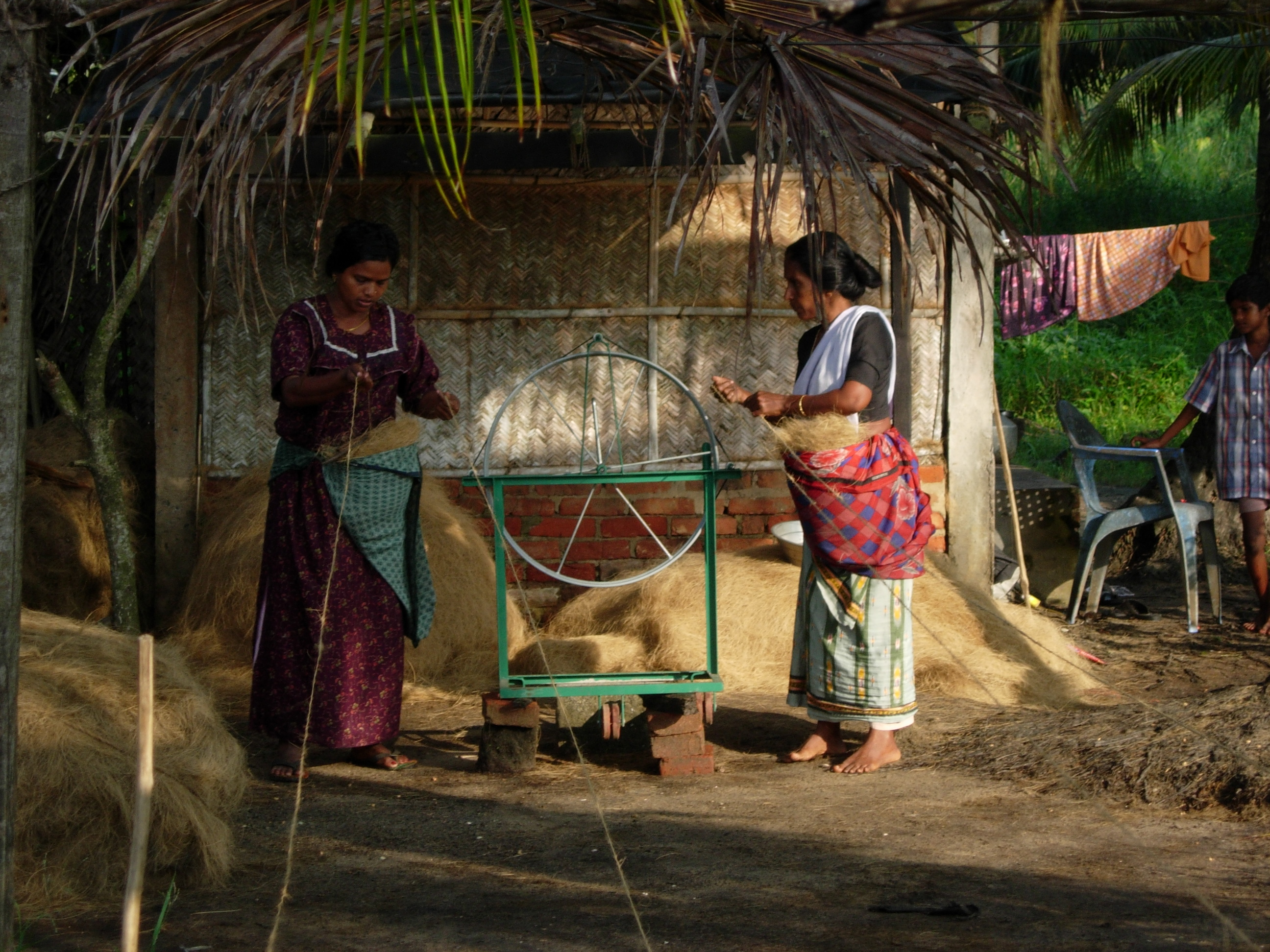
Frauen bei der Verarbeitung von Kokosfaser

Bei der indischen Volkszählung 2011 hatte der Distrikt Kollam 2.635.375 Einwohner. Die Bevölkerungsdichte lag mit 1.061 Einwohnern pro Quadratkilometer noch über dem ohnehin schon hohen Durchschnitt Keralas (860 Einwohner pro Quadratkilometer). 45 Prozent der Einwohner des Distrikts lebten in Städten. Der Urbanisierungsgrad ist damit etwas niedriger als der Mittelwert des Bundesstaates (48 Prozent). 12,5 Prozent der Einwohner des Distrikts waren Angehörige niederer Kasten (Scheduled Castes). Die Alphabetisierungsquote entsprach mit 94,1 Prozent dem Durchschnitt Keralas (94,0 %).
Unter den Einwohnern des Distrikts Kollam stellten Hindus nach der Volkszählung 2011 mit 64,4 Prozent die Mehrheit. Daneben gab es größere Minderheiten von Muslimen (19,3 Prozent) und Christen (16,0 Prozent). Der hinduistische Bevölkerungsanteil ist niedriger als im Durchschnitt Indiens, aber höher als in den meisten anderen Gebieten des konfessionell stark gemischten Bundesstaates Kerala. 
Die Hauptsprache im Distrikt Kollam ist, wie in ganz Kerala, das Malayalam. Nach der Volkszählung 2001 wurde es von 99 Prozent der Einwohner des Distrikts als Muttersprache gesprochen.

## Verwaltungsgliederung
Der Distrikt Kollam ist in fünf Taluks unterteilt:
| Taluk         | Hauptort      | Einwohner (2011) |
| ------------- | ------------- | ---------------- |
| Karunagapally | Karunagapally | 428.802          |
| Kollam        | Kollam        | 987.779          |
| Kottarakkara  | Kottarakkara  | 586.434          |
| Kunnathur     | Sashtamkotta  | 199.456          |
| Pathanapuram  | Punalur       | 432.904          |

## Städte
| Stadt              | Einwohner (2011) |
| ------------------ | ---------------- |
| Adichanalloor      | 27.240           |
| Adinad             | 22.250           |
| Ayanivelikulangara | 24.268           |
| Chavara            | 42.655           |
| Elampalloor        | 33.959           |
| Kallelibhagom      | 21.723           |
| Karunagapally      | 25.336           |
| Kollam             | 348.657          |
| Kottamkara         | 44.402           |
| Kottarakkara       | 29.788           |
| Kulasekharapuram   | 26.907           |
| Mayyanad           | 40.039           |
| Meenad             | 29.716           |
| Nedumpana          | 29.454           |
| Oachira            | 28.412           |
| Panayam            | 25.607           |
| Panmana            | 29.008           |
| Paravoor           | 37.245           |
| Perinad            | 35.173           |
| Poothakkulam       | 29.447           |
| Punalur            | 46.702           |
| Thazhuthala        | 37.517           |
| Thodiyoor          | 25.884           |
| Thrikkadavoor      | 39.285           |
| Thrikkaruva        | 25.432           |
| Thrikkovilvattom   | 41.609           |
| Vadakkumthala      | 20.993           |